# Fastway (album)
Albums de Fastway
All Fired Up
(1984)
Singles
1. Easy Livin'
Sortie : mars 1983
2. We Become One
Sortie : juin 1983

Fastway est le premier album éponyme du groupe de hard rock anglais. Il est sorti en avril 1983 sur le label CBS Records et a été produit par Eddie Kramer.

## Historique
Cet album fut enregistré à Londres dans les Marcus Recording Studios et mixé dans les studios Townhouse.
 Malgré les indications sur la pochette d'origine, Pete Way ne joue pas la moindre note de basse sur cet album. Il est remplacé par un bassiste de sessions, Mickey Feat qui ne sera pas crédité sur la pochette de l'album. 
Le groupe tourna rapidement aux États-Unis en support d'Iron Maiden et d'AC/DC.
Fastway se classa à la 43e place des charts britanniques et à la 31e du Billboard 200 aux États-Unis. Il se vendra à plus de 400 000 exemplaires dans le monde.

## Liste des titres
- Tous les titres sont composés par Eddie Clarke, Dave King et Jerry Shirley.

Face 1
| No | Titre                                    | Auteur | Durée |
| -- | ---------------------------------------- | ------ | ----- |
| 1. | Easy Livin'                              |        | 2:47  |
| 2. | Feel Me, Touch Me (Do Anything You Want) |        | 3:27  |
| 3. | All I Need Is Your Love                  |        | 2:32  |
| 4. | Another Day                              |        | 4:41  |
| 5. | Heft!                                    |        | 5:36  |

Face 2
| No  | Titre               | Auteur | Durée |
| --- | ------------------- | ------ | ----- |
| 6.  | We Become One       |        | 3:59  |
| 7.  | Give It all You Got |        | 3:01  |
| 8.  | Say You Will        |        | 3:20  |
| 9.  | You Got Me Runnin'  |        | 3:04  |
| 10. | Give It Some Action |        | 4:11  |

Titre bonus réédition en compact disc 1989
| No  | Titre             | Auteur | Durée |
| --- | ----------------- | ------ | ----- |
| 11. | Far Far from Home |        | 5:29  |

Titres bonus (Réédition 2012)
| No  | Titre                                                  | Auteur | Durée |
| --- | ------------------------------------------------------ | ------ | ----- |
| 11. | Crazy Dream (Face-B du single We Become One)           |        | 3:53  |
| 12. | Back in the Game (Face-B du single We Become One)      |        | 3:31  |
| 13. | Far Far from Home (Titre bonus 1989)                   |        | 5:31  |
| 14. | We Become One (BBC Friday Rock Show, 15/04/1983)       |        | 3:43  |
| 15. | Easy Livin' (BBC Friday Rock Show, 15/04/1983)         |        | 2:47  |
| 16. | Give it all You Got (BBC Friday Rock Show, 15/04/1983) |        | 3:03  |
| 17. | You Got me Runnin' (BBC Friday Rock Show, 15/04/1983)  |        | 3:01  |

## Musiciens
- "Fast" Eddie Clarke : guitares
- Dave King : chant, harmonica
- Jerry Shirley : batterie, percussions
- Mickey Feat : basse (pas crédité sur la pochette de l'album)

## Charts
Charts album
| Pays        | Durée du classement | Meilleur classement |
| ----------- | ------------------- | ------------------- |
| Canada      | 14 semaines         | 70e                 |
| États-Unis  | 33 semaines         | 31e                 |
| Royaume-Uni | 2 semaines          | 43e                 |

Charts singles
| Date | Single       | Chart                  | Position |
| ---- | ------------ | ---------------------- | -------- |
| 1983 | Easy Livin'  | Mainstream Rock Tracks | 32e      |
| 1983 | Easy Livin'  | UK Singles Chart       | 74e      |
| 1983 | Say You Will | Mainstream Rock Tracks | 14e      |